# العلاقات البوسنية الليختنشتانية
العلاقات البوسنية الليختنشتانية هي العلاقات الثنائية التي تجمع بين البوسنة والهرسك وليختنشتاين.

## مقارنة بين البلدين
هذه مقارنة عامة ومرجعية للدولتين:
| وجه المقارنة                                              | البوسنة والهرسك                                             | ليختنشتاين                                 |
| --------------------------------------------------------- | ----------------------------------------------------------- | ------------------------------------------ |
| المساحة (كم2)                                             | 51.20 ألف                                                   | 16                                         |
| عدد السكان (نسمة)                                         | 3.51 مليون                                                  | 37.47 ألف                                  |
| الكثافة السكانية (ن./كم²)                                 | 68.55                                                       | 234.19 ألف                                 |
| العاصمة                                                   | سراييفو                                                     | فادوتس                                     |
| اللغة الرسمية                                             | اللغة البوسنوية، اللغة الكرواتية، اللغة الصربية             | اللغة الألمانية                            |
| العملة                                                    | مارك بوسني                                                  | فرنك سويسري                                |
| الناتج المحلي الإجمالي (بليون دولار)                      | 18.17 مليار                                                 | 6.29 مليار                                 |
| الناتج المحلي الإجمالي (تعادل القوة الشرائية) بليون دولار | 41.35 مليار                                                 |                                            |
| الناتج المحلي الإجمالي الاسمي للفرد دولار أمريكي          | 4.25 ألف                                                    |                                            |
| الناتج المحلي الإجمالي للفرد دولار أمريكي                 | 10.43 ألف                                                   |                                            |
| مؤشر التنمية البشرية                                      | 0.733                                                       | 0.908                                      |
| رمز المكالمات الدولي                                      | +387                                                        | +423                                       |
| رمز الإنترنت                                              | .ba                                                         | .li                                        |
| المنطقة الزمنية                                           | توقيت وسط أوروبا، ت ع م+01:00، ت ع م+02:00، أوروبا/سراييفو ‏ | توقيت وسط أوروبا، ت ع م+01:00، ت ع م+02:00 |

## منظمات دولية مشتركة
يشترك البلدان في عضوية مجموعة من المنظمات الدولية، منها:
| علم المنظمة | اسم المنظمة                    | تاريخ انضمام البوسنة والهرسك | تاريخ انضمام ليختنشتاين |
| ----------- | ------------------------------ | ---------------------------- | ----------------------- |
|             | الاتحاد البريدي العالمي        | ?                            | ?                       |
|             | الاتحاد الدولي للاتصالات       | 20 أكتوبر 1992               | 25 يوليو 1963           |
|             | مجلس أوروبا                    | 24 أبريل 2002                | ?                       |
|             | منظمة حظر الأسلحة الكيميائية   | ?                            | ?                       |
|             | الأمم المتحدة                  | 22 مايو 1992                 | 18 سبتمبر 1990          |
|             | منظمة الأمن والتعاون في أوروبا | 30 أبريل 1992                | 25 يونيو 1973           |
|             | منظمة الشرطة الجنائية الدولية  | ?                            | ?                       |

## وصلات خارجية
- موقع وزارة الخارجية البوسنية